# Megaleruca sericea
Megaleruca sericea es una especie de insecto coleóptero de la familia Chrysomelidae.
Fue descrita científicamente en 1903 por Jacoby.